# 蒂洛斯島

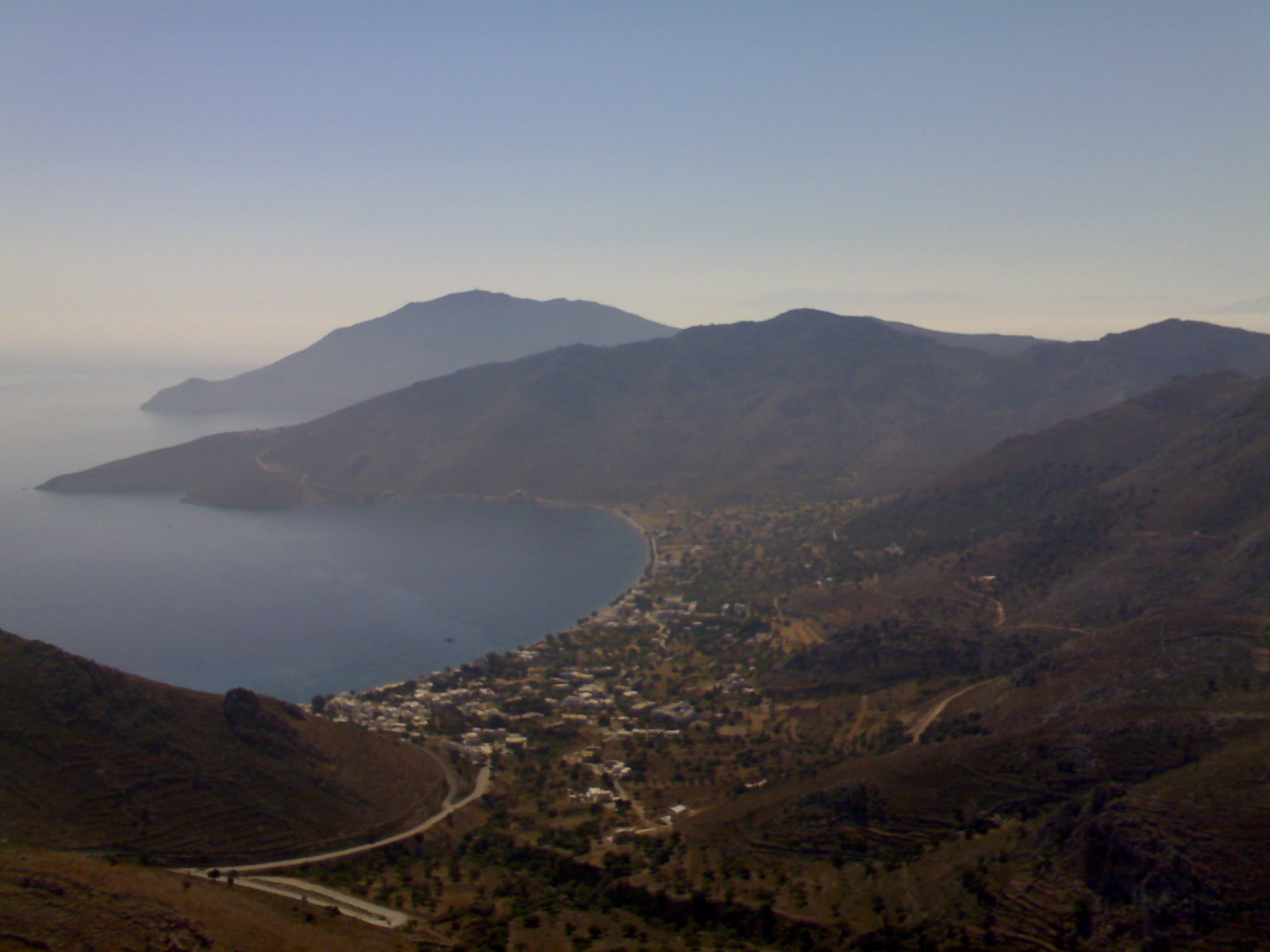
蒂洛斯島

蒂洛斯島（希臘語：Τήλος）是希臘的島嶼，位於愛琴海，行政上隶属于南愛琴大區罗得专区的蒂洛斯市镇。岛長14.5公里、寬8公里，面積61平方公里，最高海拔高度612米，該島自舊石器時代有人類居住，2021年人口数量为746人。

## 外部連結
- 蒂洛斯市镇官方网站 （希臘語、英語、法語和義大利語）